# Jagarzewo
Jagarzewo (deutsch Jägersdorf) ist ein Ort in der polnischen Woiwodschaft Ermland-Masuren. Es gehört zur Landgemeinde Janowo im Powiat Nidzicki (Kreis Neidenburg).

## Geographische Lage
Jagarzewo liegt in der südwestlichen Mitte der Woiwodschaft Ermland-Masuren auf der Nordseite der Bahnstrecke Nidzica–Wielbark, 14 Kilometer östlich der Kreisstadt Nidzica (deutsch Neidenburg).

## Geschichte
Eine zweite Handfeste datiert die Gründung von Jägersdorf auf das Jahr 1571. 1874 wurde das Dorf in den Amtsbezirk Muschaken (polnisch Muszaki) im ostpreußischen Kreis Neidenburg eingegliedert.
407 Einwohner waren im Jahre 1910 in Jägersdorf gemeldet. Ihre Zahl verringerte sich bis 1933 auf 315 und belief sich 1939 auf 316.
Mit dem gesamten südlichen Ostpreußen wurde Jägersdorf 1945 in Kriegsfolge an Polen überstellt. Das Dorf erhielt die polnische Namensform „Jagarzewo“ und ist heute  – als Sitz eines Schulzenamtes (polnisch Sołectwo) – eine Ortschaft im Verbund der Landgemeinde Janowo im Powiat Nidzicki (Kreis Neidenburg), bis 1998 der Woiwodschaft Olsztyn, seither der Woiwodschaft Ermland-Masuren zugehörig. Im Jahre 2011 zählte Jagarzewo 293 Einwohner.

## Kirche
Bis 1945 war Jägersdorf in die evangelische Kirche Muschaken in der Kirchenprovinz Ostpreußen der Kirche der Altpreußischen Union, außerdem in die römisch-katholische Kirche Neidenburg im Bistum Ermland eingepfarrt.
Heute gehört Jagarzewo katholischerseits zur Pfarrei Muszaki im Erzbistum Ermland, evangelischerseits zur Kirchengemeinde in Róg (Roggen), einer Filialgemeinde der Pfarrei in Nidzica in der Diözese Masuren der Evangelisch-Augsburgischen Kirche in Polen.

## Soldatenfriedhof

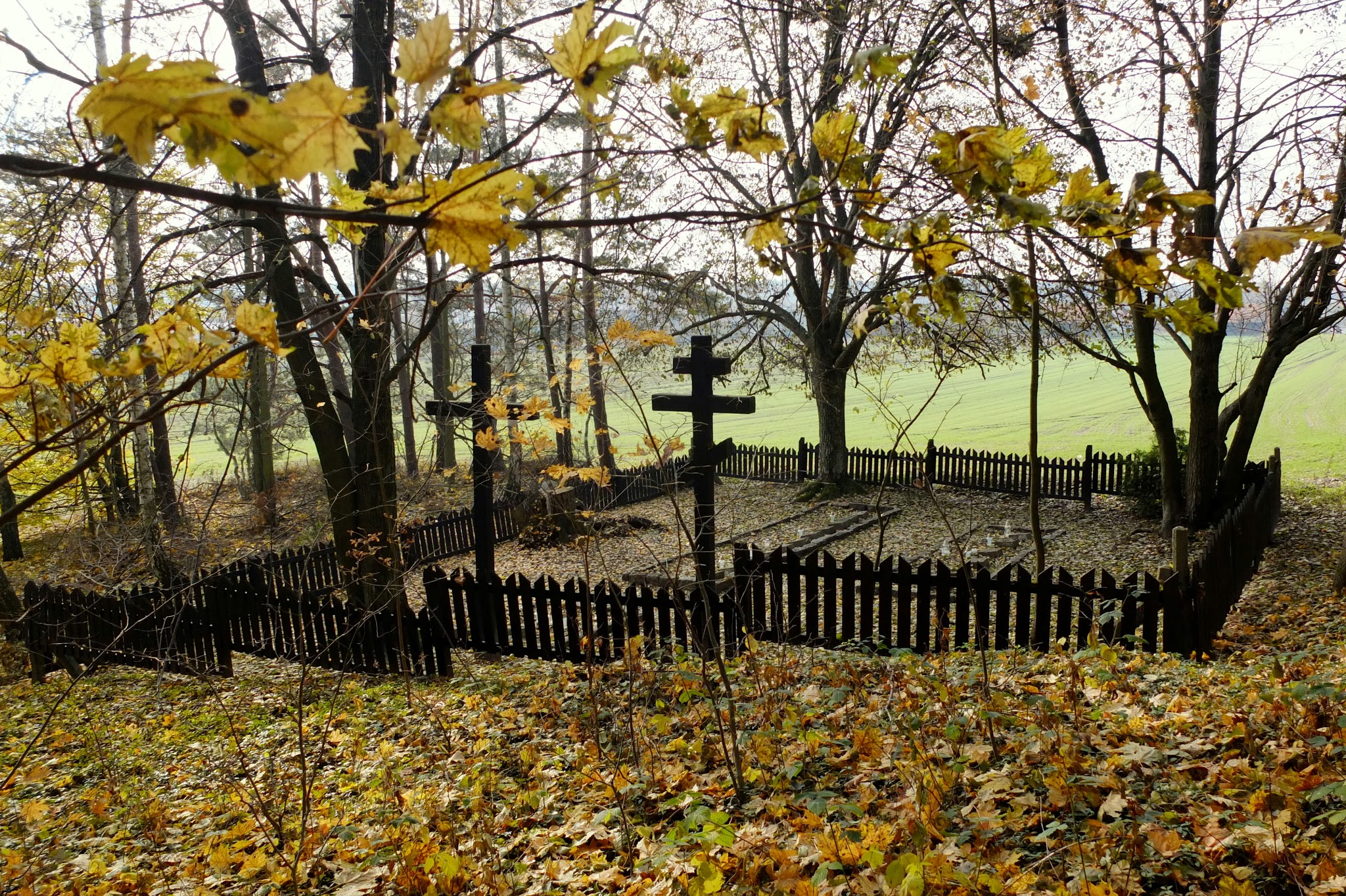
Soldatenfriedhof in Jagarzewo

In Jagarzewo befindet sich ein Friedhof aus dem Ersten Weltkrieg. Hier liegen 23 Soldaten – 17 deutsche und 6 russische – begraben, die bei der Tannenbergschlacht 1914 gefallen sind. Damals musste sich das 13. Korps des russischen Generals Kljujew vor dem 1. Korps des deutschen Generals Hermann von François zurückziehen. Im Jahre 2009 wurde der Friedhof renoviert und wird heute wie in der Vorkriegszeit von Schulkindern aus Jagarzewo instand gehalten. Das Gelände ist durch einen Holzzaun eingefriedet. Die Soldaten ruhen in drei langen Gräbern, die mit weiß angestrichenen Steinen umstellt sind.

## Verkehr
Jagarzewo liegt an der verkehrsreichen Woiwodschaftsstraße 604, die die Landesstraße 7 bei Nidzica (Neidenburg) mit der Landesstraße 57 bei Wielbark (Willenberg) verbindet. Von den Nachbarorten Wały (Wallendorf), Ulesie (Ulleschen) und Grabówko (Klein Grabowen, 1938 bis 1945 Kleineppingen) führen Nebenstraßen nach Jagarzewo. Die nächste Bahnstation ist Muszaki (Muschaken). Sie liegt an der derzeit nicht befahrenen Bahnstrecke Nidzica–Wielbark (deutsch Neidenburg–Willenberg).